# Accionista
Accionista és aquella persona física o jurídica que és propietària d'accions dels distints tipus de societats anònimes o comanditaris que poden existir en el marc jurídic de cada país.
L'accionista és un soci capitalista, que participa de la gestió de la societat en la mateixa mesura en què aporta capital a aquesta. Per tant, dintre de la societat té més vots qui més accions posseeix.
Tractant-se d'una societat anònima, pot existir un gran nombre d'accionistes que no participen necessàriament en la gestió de l'empresa, i l'interès de la qual és únicament rebre una retribució en dividend a canvi de la seva inversió. No obstant això, dit accionistes sí que estan interessats a conèixer el seu desenvolupament. En aquest cas és la informació comptable la qual els permet assolir dits propòsit.

## Drets de l'accionista
Si bé els drets de l'accionista poden variar en funció de la legislació i dels estatuts de la societat, normalment els accionistes tenen els següents drets:
Drets econòmics:
- Dret a percebre un dividend en funció de la seva participació i quan així ho acordi la societat.
- Dret a percebre un percentatge del valor de la societat si aquesta és liquidada.
- Dret a vendre la seva acció lliurement en el mercat. Aquest dret a vegades es veu limitat pels estatuts de la societat.

Drets polítics o de gestió:
- Dret de vot. Normalment una acció equival a un vot, però el percentatge pot variar en els estatuts.
- Dret a la informació, amb la finalitat de conèixer la gestió de l'empresa. A partir d'un percentatge específic regulat en la llei i en els estatuts, un accionista podria exigir una auditoria per a l'empresa.

## Accionista com inversor
L'accionista, d'altra banda, és també un inversor, atès que aporta un capital amb vistes a obtenir un dividend.
La seva inversió es diu que és en renda variable, atès que no existeix un contracte mitjançant el qual l'accionista vagi a percebre unes quotes fixes en contraprestación a la seva inversió. La seva retribució és a través de dues vies:
- Dividend (economia)
- Augment del preu de la societat. Això es produeix per la bona marxa de la mateixa i la seva capacitat de generar beneficis futurs, així com per l'increment dels actius a través de beneficis passats.